# Alfonso López Michelsen
Alfonso López Michelsen (30 de junho de 1913 — 11 de julho de 2007) foi um advogado e político colombiano, governador do Departamento de Cesar, presidente de seu país entre 1974 e 1978.
Era filho de Alfonso López Pumarejo, que governou a Colômbia por duas vezes. Durante o governo de seu pai, se manteve longe da política, tendo exercido o cargo de professor de Direito Constitucional na Universidade del Rosario e exercido a advocacia.

## Presidência (1974–1978)
Em 1974, López foi escolhido pelo Partido Liberal como seu candidato a presidente, após derrotar o ex-presidente Carlos Lleras Restrepo nas primárias presidenciais do partido, com o apoio do ex-candidato (e sucessor presidencial) Julio César Turbay. Ele venceu as eleições gerais por larga margem contra o candidato do Partido Conservador Álvaro Gómez Hurtado e a candidata da ANAPO, María Eugenia Rojas. Seus 2 929 719 votos foram os maiores de todos os tempos para qualquer presidente até então.
Seu discurso presidencial inaugural, proferido em 7 de agosto de 1974, é mais lembrado por chamar a área de fronteira disputada no Golfo da Venezuela por seu nome nativo indígena, "Golfo de Coquibacoa", dado pelos wayuus. Em seu discurso, ele também prometeu reduzir o fosso crescente entre as populações rurais e urbanas e combater a pobreza, mensagens que atraíram o apoio de muitos movimentos políticos de esquerda.
Como presidente, López declarou emergência econômica para corrigir o déficit fiscal, o que lhe permitiu implementar uma série de medidas regulatórias para controlar os gastos e reduzir subsídios e programas como a certidão de crédito tributário (CAT) que reembolsa impostos parciais ou totais para empresas exportadoras. Ele também introduziu uma reforma tributária e fiscal que aumentou a poupança nacional e permitiu um aumento no investimento público e nas exportações. A produção agrícola aumentou 16%, e ele também criou repartições públicas dedicadas ao melhoramento da agricultura. Sob seu governo, também, as redes de energia foram expandidas e o investimento em infraestrutura aumentou. Em contraste, a inflação atingiu sob seu governo seus maiores valores históricos, em torno de 32%.
O apoio inicial a suas políticas logo se transformou em oposição feroz, já que muitas de suas promessas de campanha, em particular aquelas de fazer acordos com sindicatos e na melhoria do acesso à água potável, não foram cumpridas e os subsídios foram eliminados e a inflação subiu. Sindicatos e outros ativistas de esquerda acumularam frustração e ressentimento por décadas após o assassinato de Jorge Eliécer Gaitán, e a violência subsequente, e a esperança de uma sociedade mais aberta que veio com a eleição de Lopez se transformou em sentimentos de traição. Como resultado, e após três anos como presidente, os principais sindicatos colombianos se uniram e conseguiram propor e organizar uma greve geral massiva. O governo López abordou duramente a greve planejada, chamando-a de subversiva e, em algum momento, ameaçando prisão e proibindo reuniões públicas. Isso só enfureceu os participantes, e aos principais sindicalistas juntaram-se professores, estudantes, trabalhadores independentes, donas de casa, líderes guerrilheiros e até membros do partido conservador de oposição. O comitê organizador exigiu, entre outras coisas, aumentos salariais, congelamento dos preços de bens essenciais e taxas de serviços públicos, restabelecimento do direito de reunião e greve e redução da jornada de trabalho.
A greve, ocorrida em 14 de setembro de 1977, ficou conhecida como Greve Civil Nacional e atraiu um número tão grande de participantes descontentes que o comitê organizador logo perdeu o controle. As estradas principais foram bloqueadas em toda Bogotá e em muitas outras cidades do país, e logo muitas pequenas escaramuças entre os manifestantes e a polícia de choque começaram a ocorrer por toda parte. As manifestações e escaramuças logo se transformaram em tumultos, e os manifestantes começaram a pilhar grandes lojas e a vandalizar fábricas e carros. Por volta das 16h, o major declarou toque de recolher, o que só deixou os manifestantes mais furiosos. Centenas de manifestantes ficaram feridos e milhares foram presos e reunidos no estádio de futebol da cidade e arena de touradas. Motins e escaramuças continuaram durante toda a noite e até o dia seguinte, que devastaram a cidade. Cerca de 20 ou 30 pessoas morreram no meio disso. Como consequência, os sindicatos declararam vitória e o governo de López Michelsen teve que fazer concessões. No entanto, o motim fez seu governo adotar uma postura mais dura e repressiva.

### Pós-presidência
Ao término de seu mandato em 1978, ele se tornou novamente o líder do Partido Liberal. Ele concorreu à presidência novamente em 1982, mas foi derrotado pelo candidato do Partido Conservador, Belisario Betancur.
Ele continuou a participar ativamente na tomada de decisões do Partido Liberal até o início dos anos 1990, quando decidiu se retirar da atividade política. Ele foi colunista regular do jornal colombiano El Tiempo, que chamou a atenção para muitos assuntos críticos. Por esta razão, ele foi chamado de " el hombre que pone a pensar al pais" (espanhol para "O homem que fez o país pensar").

Lopez Michelsen morreu em Bogotá em 11 de julho de 2007, após sofrer um ataque cardíaco.